# Kasperi Kapanen
Samu Kasperi Kapanen, född 23 juli 1996 i Kuopio, är en finländsk professionell ishockeyforward som spelar för Edmonton Oilers i NHL.
Han har tidigare spelat för Toronto Maple Leafs Pittsburgh Penguins och St.Louis Blues i NHL; KalPa i Liiga samt Wilkes-Barre/Scranton Penguins och Toronto Marlies i AHL.
Kapanen draftades av Pittsburgh Penguins i första rundan i 2014 års draft som 22:a totalt.

## Statistik
| 2012–2013    | KalPa                          | Liiga        | 13  | 4  | 0   | 4   | 2  | 4  | 0 | 1  | 1  | 2  |
| 2013–2014    | KalPa                          | Liiga        | 47  | 7  | 7   | 14  | 10 | —  | — | —  | —  | —  |
| 2014–2015    | KalPa                          | Liiga        | 41  | 11 | 10  | 21  | 14 | 6  | 0 | 5  | 5  | 2  |
|              | Wilkes-Barre/Scranton Penguins | AHL          | 4   | 1  | 1   | 2   | 0  | 7  | 3 | 2  | 5  | 0  |
| 2015–2016    | Toronto Maple Leafs            | NHL          | 9   | 0  | 0   | 0   | 2  | —  | — | —  | —  | —  |
|              | Toronto Marlies                | AHL          | 44  | 9  | 16  | 25  | 8  | 14 | 3 | 5  | 8  | 2  |
| 2016–2017    | Toronto Maple Leafs            | NHL          | 8   | 1  | 0   | 1   | 0  | 6  | 2 | 0  | 2  | 0  |
|              | Toronto Marlies                | AHL          | 43  | 18 | 25  | 43  | 16 | 9  | 2 | 6  | 8  | 8  |
| 2017–2018    | Toronto Maple Leafs            | NHL          | 38  | 7  | 2   | 9   | 4  | 7  | 1 | 0  | 1  | 0  |
|              | Toronto Marlies                | AHL          | 28  | 12 | 12  | 24  | 12 | —  | — | —  | —  | —  |
| 2018–2019    | Toronto Maple Leafs            | NHL          | 78  | 20 | 24  | 44  | 27 | 7  | 1 | 1  | 2  | 2  |
| 2019–2020    | Toronto Maple Leafs            | NHL          | 69  | 13 | 23  | 36  | 22 | 5  | 0 | 2  | 2  | 14 |
| 2020–2021    | Pittsburgh Penguins            | NHL          | 40  | 11 | 19  | 30  | 7  | 6  | 1 | 2  | 3  | 0  |
| 2021–2022    | Pittsburgh Penguins            | NHL          | 79  | 11 | 21  | 32  | 16 | 7  | 0 | 3  | 3  | 2  |
| 2022–2023    | Pittsburgh Penguins            | NHL          | 43  | 7  | 13  | 20  | 8  | —  | — | —  | —  | —  |
| NHL totalt   | NHL totalt                     | NHL totalt   | 364 | 70 | 102 | 172 | 86 | 38 | 5 | 8  | 13 | 18 |
| Liiga totalt | Liiga totalt                   | Liiga totalt | 101 | 22 | 17  | 39  | 26 | 10 | 0 | 6  | 6  | 4  |
| AHL totalt   | AHL totalt                     | AHL totalt   | 119 | 40 | 54  | 94  | 36 | 30 | 8 | 13 | 21 | 10 |

### Internationellt
| Källa: Uppdaterad: 2023-02-26 | Källa: Uppdaterad: 2023-02-26 | Källa: Uppdaterad: 2023-02-26 |         | Utv = Utvisningsminuter | Utv = Utvisningsminuter | Utv = Utvisningsminuter | Utv = Utvisningsminuter | Utv = Utvisningsminuter |
| År                            | Lag                           | Mästerskap                    | Matcher | Mål                     | Assists                 | Poäng                   | Utv                     |                         |
| ----------------------------- | ----------------------------- | ----------------------------- | ------- | ----------------------- | ----------------------- | ----------------------- | ----------------------- | ----------------------- |
| 2012                          | Finland                       | Vinter-OS (ungdomar)          | 6       | 4                       | 2                       | 6                       | 2                       |                         |
| 2012                          | Finland                       | Ivan Hlinka                   | 4       | 1                       | 1                       | 2                       | 0                       |                         |
| 2013                          | Finland                       | U18-VM                        | 7       | 5                       | 3                       | 8                       | 4                       |                         |
| 2014                          | Finland                       | U18-VM                        | 5       | 1                       | 1                       | 2                       | 0                       |                         |
| 2015                          | Finland                       | JVM                           | 5       | 1                       | 0                       | 1                       | 0                       |                         |
| 2013                          | Finland                       | JVM                           | 7       | 2                       | 3                       | 5                       | 2                       |                         |
| 2018                          | Finland                       | VM                            | 8       | 3                       | 0                       | 3                       | 0                       |                         |
| Junior totalt                 | Junior totalt                 | Junior totalt                 | 34      | 14                      | 10                      | 24                      | 8                       |                         |
| Senior totalt                 | Senior totalt                 | Senior totalt                 | 8       | 3                       | 0                       | 3                       | 0                       |                         |

## Privatliv
Han är son till Sami Kapanen; brorson till Kimmo Kapanen samt kusin till Oliver Kapanen.